# النقل في سويسرا
تمتلك سويسرا شبكة طرق وسكك حديد كثيفة من خلال موقعها الجغرافي في وسط أوروبا. يعد عبور جبال الألب قضية إستراتيجية للنقل الأوروبي لأن جبال الألب (التي تغطي جزءًا كبيرًا من البلاد) تفصل بين شمال وجنوب أوروبا. منذ بداية التصنيع في الدول الأوروبية، كان على سويسرا أن تحسن باستمرار شبكة ترانز ألبين (Transalpine) من أجل تعزيز جاذبيتها ومكانتها كمركز للتجارة الأوروبية والعالمية.

## النقل بالسكك الحديدية

شبكة سكك الحديد في سويسرا سنة 2007.

يتكون النقل بالسكك الحديدية في سويسرا بشكل رئيسي من شبكة سكك حديدية كثيفة ولامركزية نسبيًا يبلغ طولها 5,124 كم من الخطوط وخدمة راقية.
الشركات الأربع الرئيسية النشطة هي السكك الحديدية الفيدرالية السويسرية (CFF)، وهي وكالة اتحادية سابقة تعمل في جميع أنحاء البلاد بشبكة خطوط يبلغ طولها 3011 كم و "Lötschberg Railway" نشطة بشكل رئيسي في منطقة برن من خلال 449 كم من الخطوط والسكك الحديدية "Rhaetian"، مقرها في كانتون غراوبوندن من خلال 366 كم من الخطوط وأخيرًا "Matterhorn-Gotthard-Bahn" بين بريغ وخور، من خلال 144 كم من الخطوط.
الشبكة الحديدية تنقل السلع والركاب: في عام 2005، تم نقل 67.9 مليون طن 36، بشكل رئيسي وعلى محاور «غوتهارد ماسيف» و "Lötschberg-Simplon" على الصعيد الدولي. وفي نفس العام، تم القيام بـ 364 مليون رحلة قطار، معظمها في المناطق الحضرية في زيورخ وبرن وبازل وجنيف والمدن الرئيسية الأخرى في البلاد، وكذلك على محاور برن - زيورخ وبحسب نشر المكتب الفدرالي للإحصاء، فإن نقل البضائع والركاب جلب على التوالي 1,1 و 2,4 مليار فرنك سويسري في 2005.
كما تضم الدولة 180 كم من سكك الترام الموزعة في مدن بازل وبرن وجنيف وزيورخ. وأخيرًا، يجري تطوير مترو حضري في مدينة لوزان. يتكون هذا المترو من خطين، أحدهما من نوع الضوء والآخر تم افتتاحه في نوفمبر 2008، أوتوماتيكي بالكامل.

صور لقطارات سويسرية تابعة للسكك الحديدية الفيدرالية السويسرية.
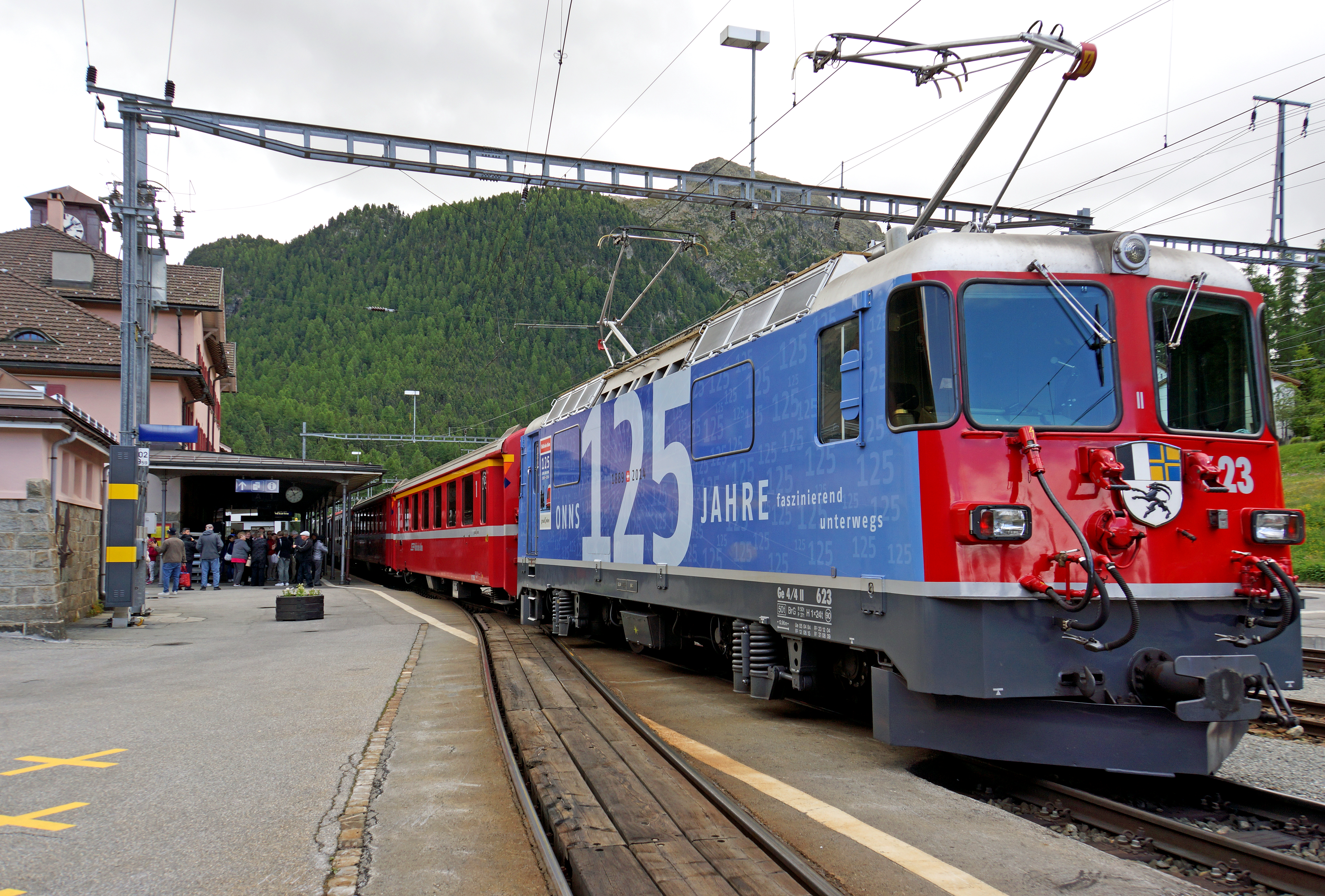
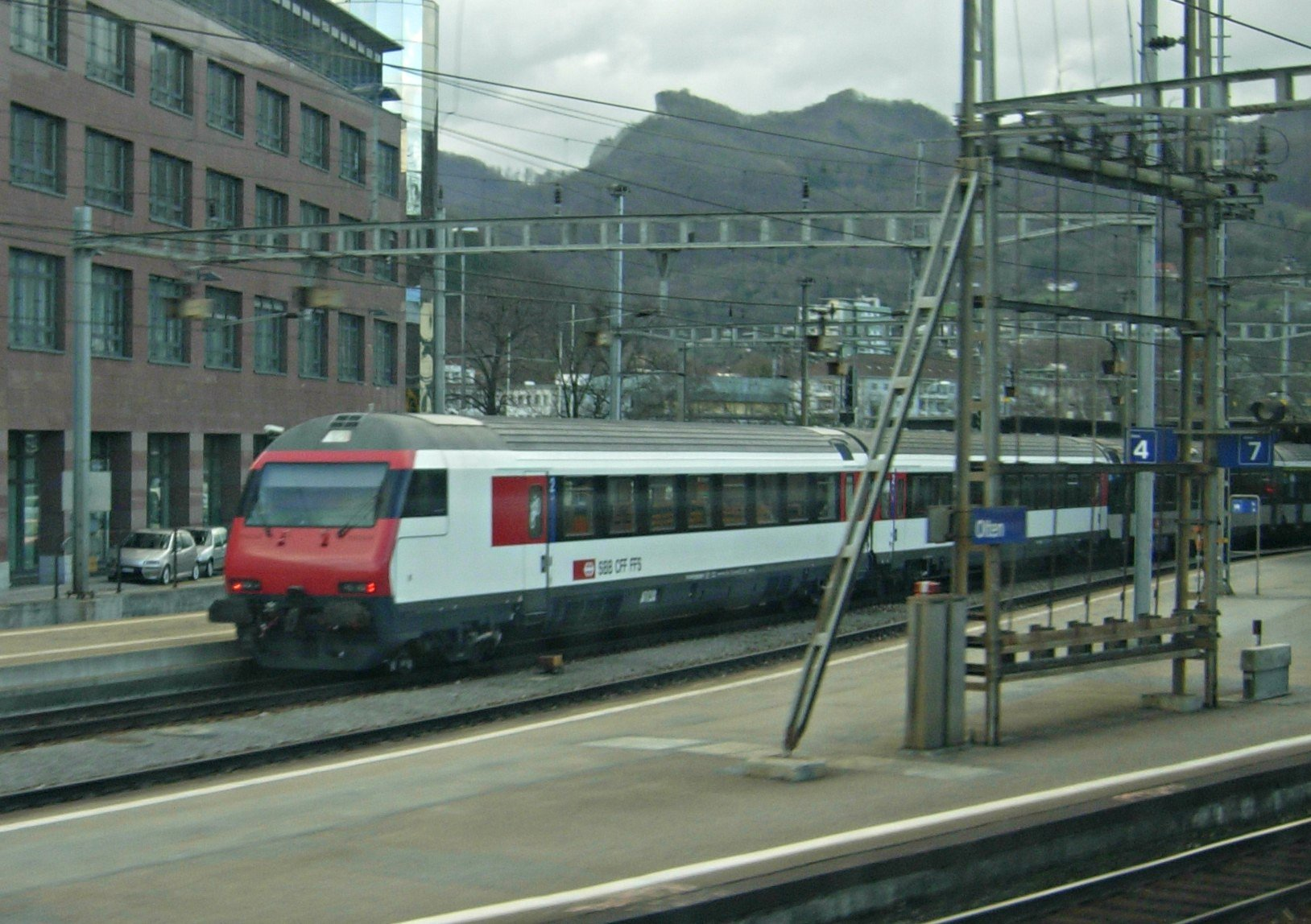
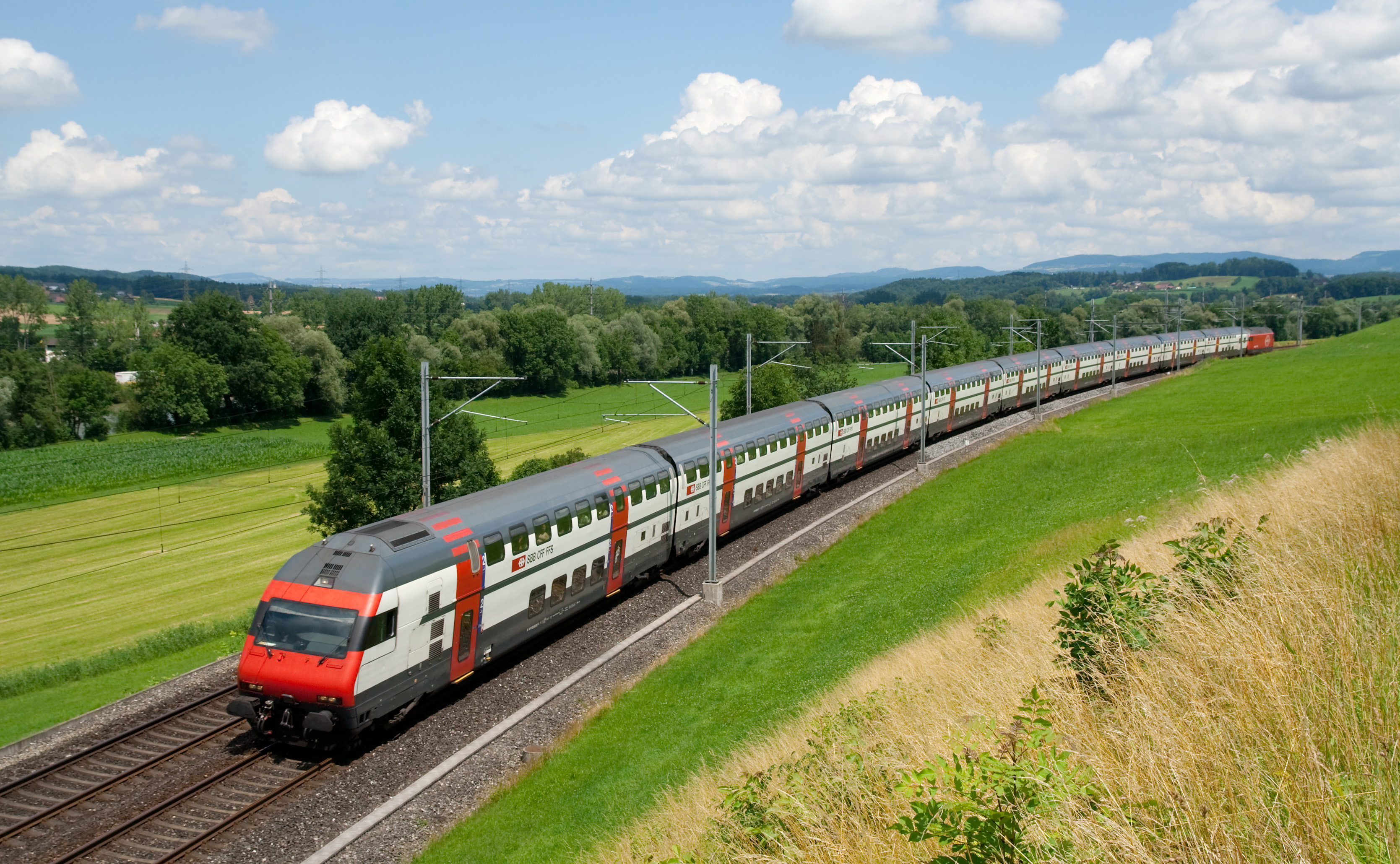
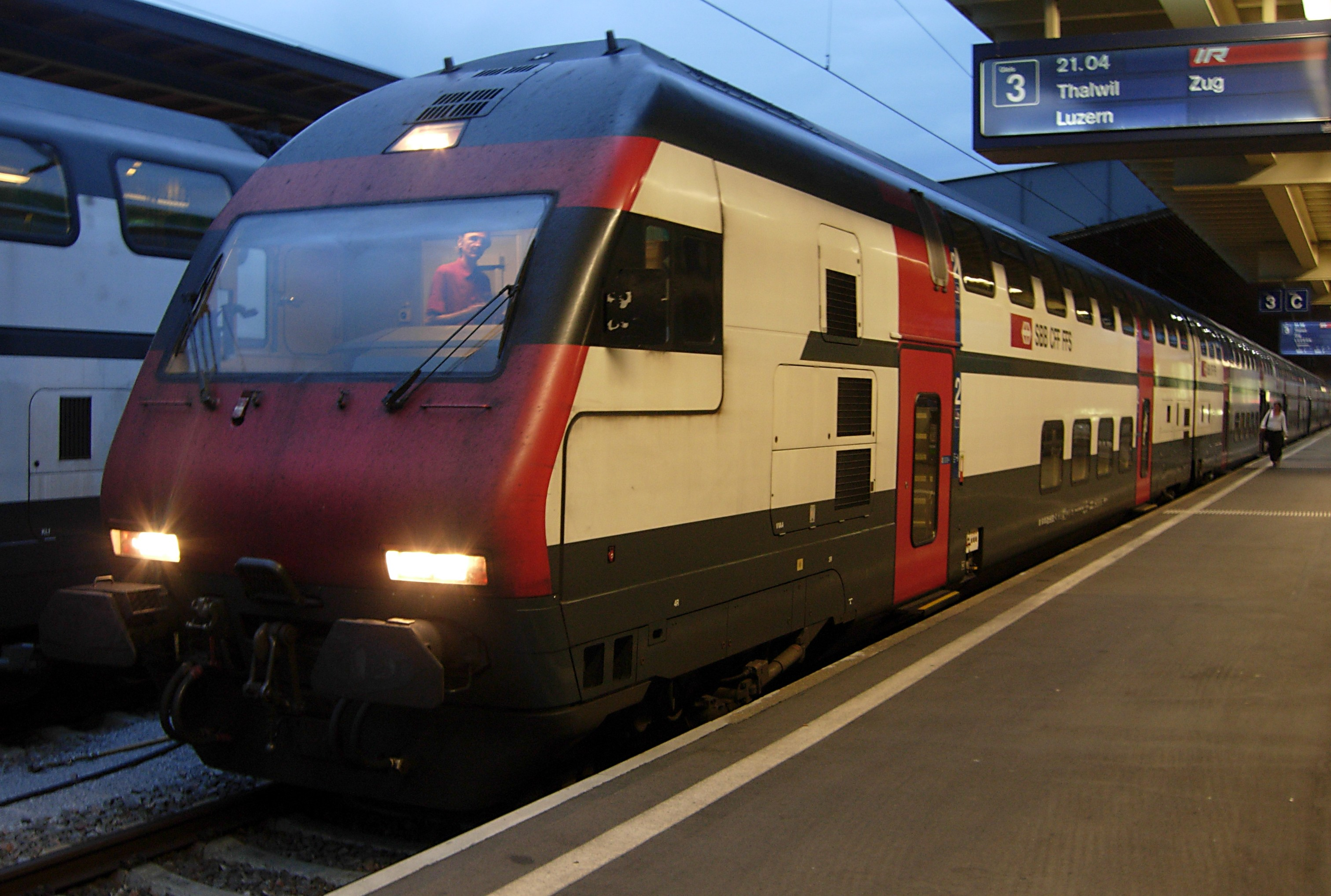
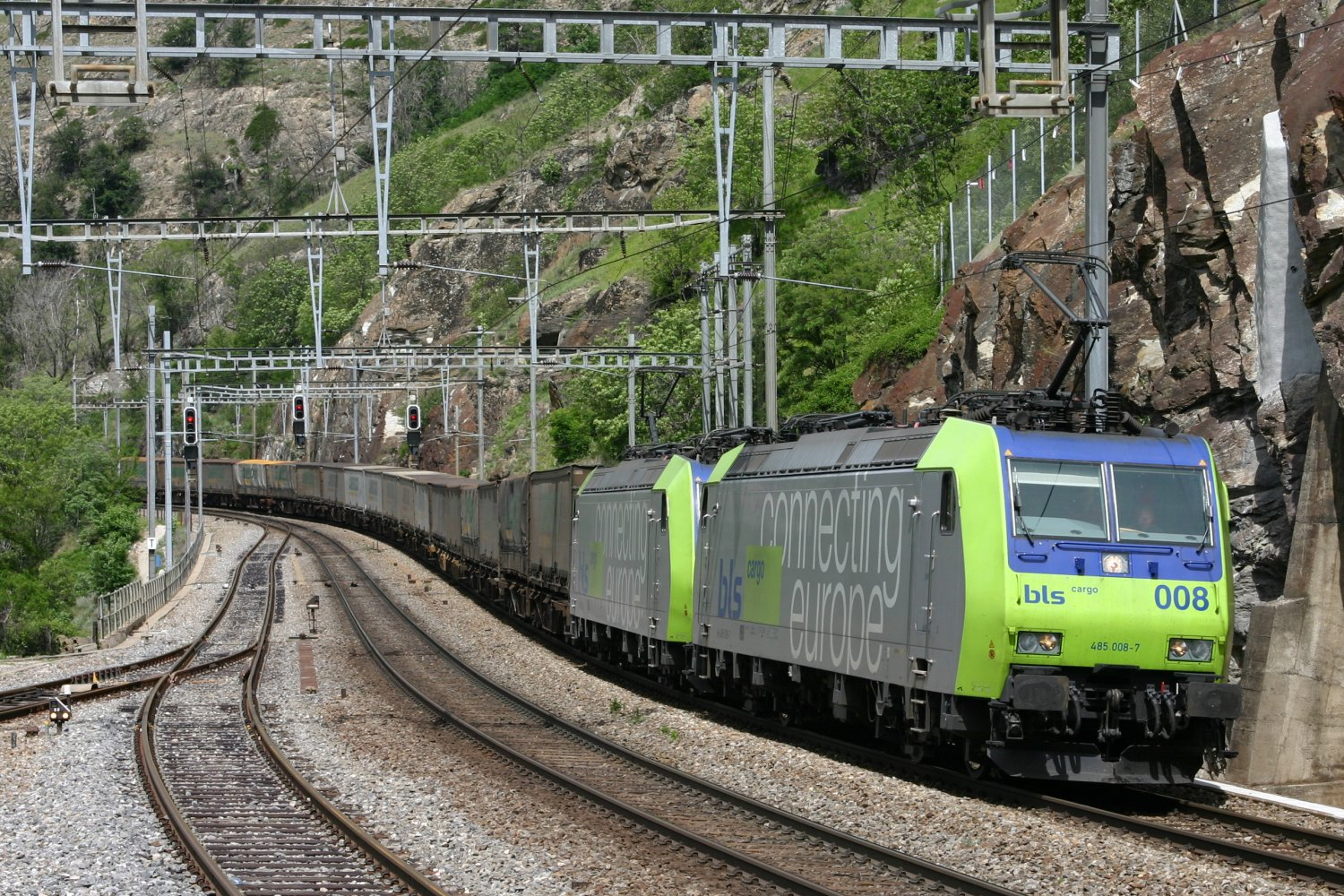
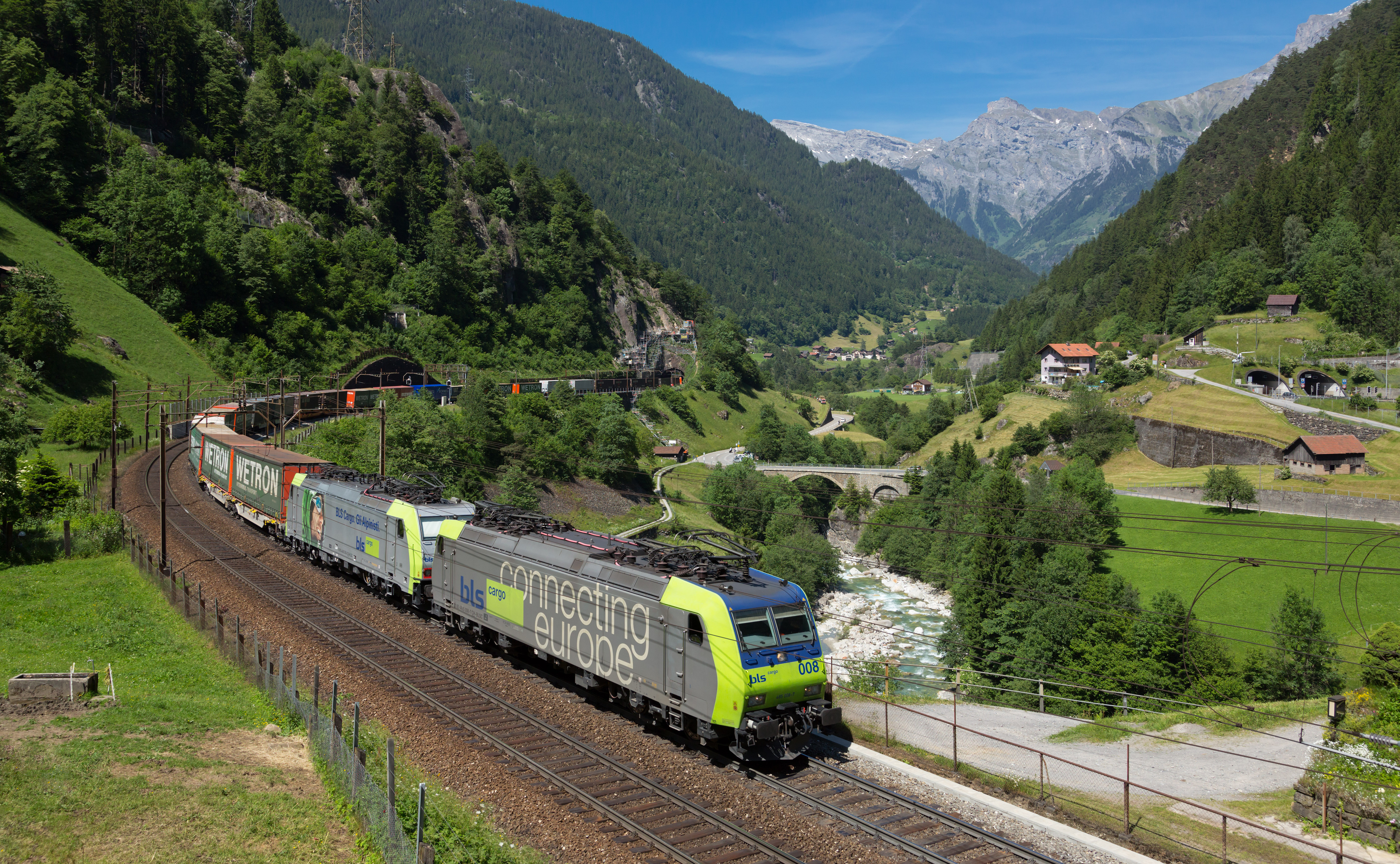

## شبكة الطرقاتوالأوتوبان
تمتلك سويسرا شبكة من الطرق الوطنية ذات المسارين. يتم تمويل شبكة الطرق السويسرية من خلال رسوم الطرق وضرائب المركبات. يتطلب نظام الطريق السريع السويسري شراء قرص ضريبي على الطرق (يكلف 40 فرنكًا سويسريًا صالح لمدة سنة تقويمية واحدة) من أجل استخدام الطرق الخاصة به، لكل من سيارات الركاب والشاحنات. يبلغ طول شبكة الطرق السريعة السويسرية 1638 كيلومترًا (اعتبارًا من عام 2000) ولديها أيضًا واحدة من أعلى كثافة الطرق السريعة في العالم بمساحة 41,290 كيلومتر مربع.

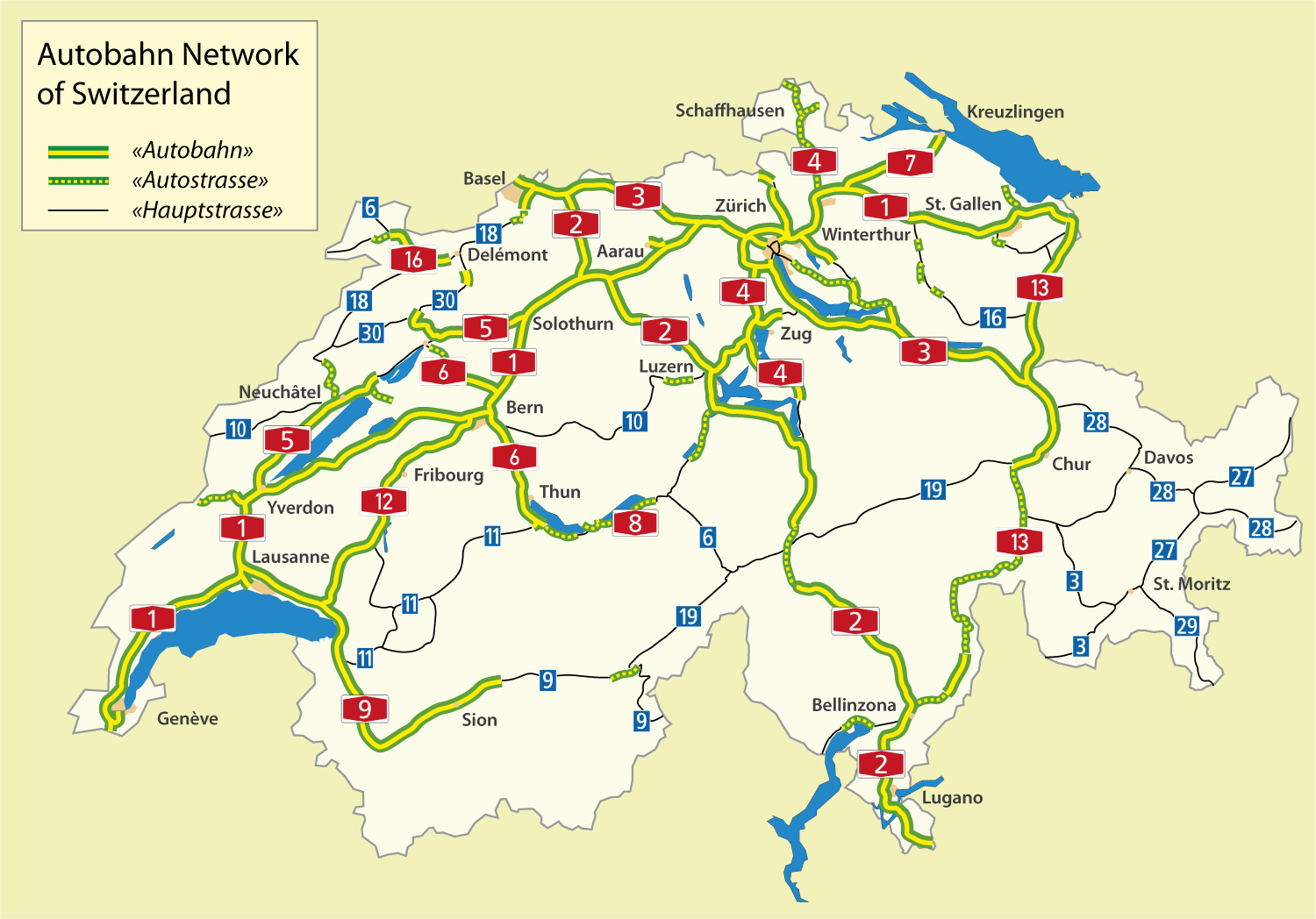
خريطة شبكة الطرقات و الأوتوبان بسويسرا.

تغطي خدمات الحافلات المحلية البلد بأكمله. تغطي "Postauto" المناطق الحضرية الأصغر وكل منطقة غير متصلة بشبكة السكك الحديدية.
تمتلك سويسرا أيضًا شبكة متطورة من مشاركة السيارات التي تنظمها تعاونية "Mobility Carsharing".

## الملاحة الجوية
يتم تصنيف المطارات المختلفة في الدولة إلى خمس فئات مختلفة في «خطة قطاع البنية التحتية للطيران» (PSIA)، وهي أداة تخطيط وتنسيق وطنية للطيران المدني. تمت الموافقة على هذه الخطة ككل في أكتوبر 2000. بعد ذلك، يجب أيضًا أن يكون كل تركيب مذكور في هذه الخطة معتمدًا على أنه يفي بعدد معين من المعايير، من بينها ظروف التشغيل العامة، والتعرض للضوضاء، أو حماية الطبيعة والريف.

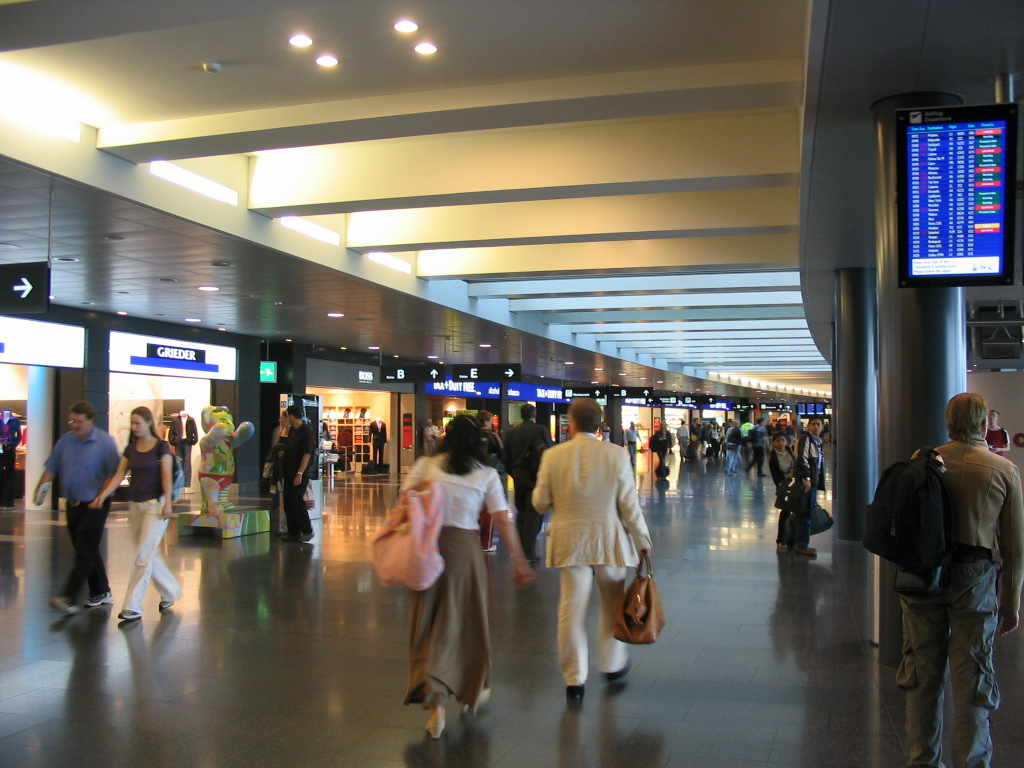
مطار زيورخ من الداخل

تضم الفئة الأولى المطارات الوطنية الثلاثة، المسؤولة عن ربط سويسرا بالمراكز الأوروبية والعالمية للملاحة الجوية، وهي المطارات الدولية في زيوريخ وجنيف كوينترين ومطار بازل - مولوز (مطار ثلاثي مشترك بين سويسرا وألمانيا وفرنسا). إذا كانت مطارات جنيف وبازل تهدف إلى النمو بناءً على استراتيجيات «التكلفة المنخفضة» لشركات النقل، فإن زيوريخ، من ناحية أخرى، تفضل تحديد تعريفات أعلى مما يجعل من الممكن تمويل المنشآت الأكبر. يتم استخدام هذا الأخير كمحور من قبل الخطوط الجوية الوطنية السويسرية الخطوط الجوية الدولية.
وتتعلق الفئة الثانية بالمطارات الإقليمية التي يبلغ عددها عشرة وهي مخصصة لرجال الأعمال والسياحة وكذلك تدريب الطيران والطيران الرياضي. المطارات التالية في الخدمة حاليًا: بيرن بيلب، بيرفيلد، بريسوكورت، إيكوفيلينز (فريبورغ)، غرانج، لوزان-بليتريت، ليه إيبلاتشرز، لوغانو، ساميدان وسيون.

الفئة الثالثة التي تحددها PSIA ، تلبي في المقام الأول احتياجات الطيران الخاص وتدريب الطيران. في عام 2008، تندرج 43 منشأة ضمن هذه الفئة، أربعة منها مدرجة على أنها «مطارات شتوية» مؤقتة.
مطار زيوريخ (IATA: ZRH، ICAO: LSZH) يسمى أيضًا مطار كلوتين، الموجود في كلوتين، كانتون زيورخ، هو أكبر بوابة طيران دولية ومركزًا إلى الخطوط الجوية السويسرية الدولية ولوفتهانزا. قدم المطار 27.6 مليون مسافر في عام 2016 . في عام 2003، أكملت زيورخ الدولية مشروعًا توسعيًا قامت فيه ببناء موقف سيارات، ومحطة خط وسط، وقطار آلي تحت الأرض لنقل الركاب بين مجمع المحطة الحالي والمحطة الجديدة. فقدت زيورخ الدولية حركة المرور عندما أغلقت سويس إير عملياتها. عندما استحوذت لوفتهانزا على خلفها الخطوط الجوية السويسرية الدولية (SWISS)، زادت حركة المرور مرة أخرى.

## الملاحة البحرية والنهرية

### المجاري المائية الداخلي

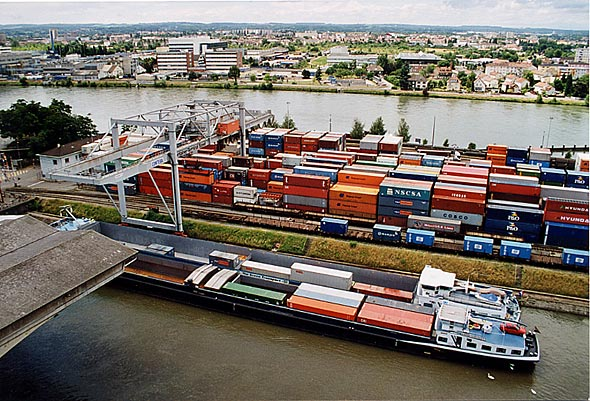
ميناء بازل.

- ميناء بازل.65 كم؛ الراين (بازل إلى راينفيلدين، شافهاوزن إلى بودنسي)
- 12 بحيرة صالحة للملاحة
- قناة إنترلاكن للسفن
- قناة Nidau-Büren
- قناة ثون للسفن

### الموانئ والمرافئ
- ميناء بازل (نهري)

### خطوط السفن على البحيرات
- "Compagnie Générale de Navigation sur le lac Léman" على بحيرة جنيف.
- "Zürichsee-Schifffahrtsgesellschaft"على بحيرة زيورخ.
- "Società Navigazione del Lago di Lugano" على بحيرة لوغانو.

## خطوط الأنابيب
في عام 2010، كان لدى سويسرا 1,681 كيلومترًا (1,045 ميل) من خطوط أنابيب الغاز الطبيعي، و 95 كيلومترًا (59 ميل) من خطوط أنابيب النفط الخام، و 7 كيلومترات (4.3 ميل) من خطوط أنابيب المنتجات المكررة.